# Asteria (imię)

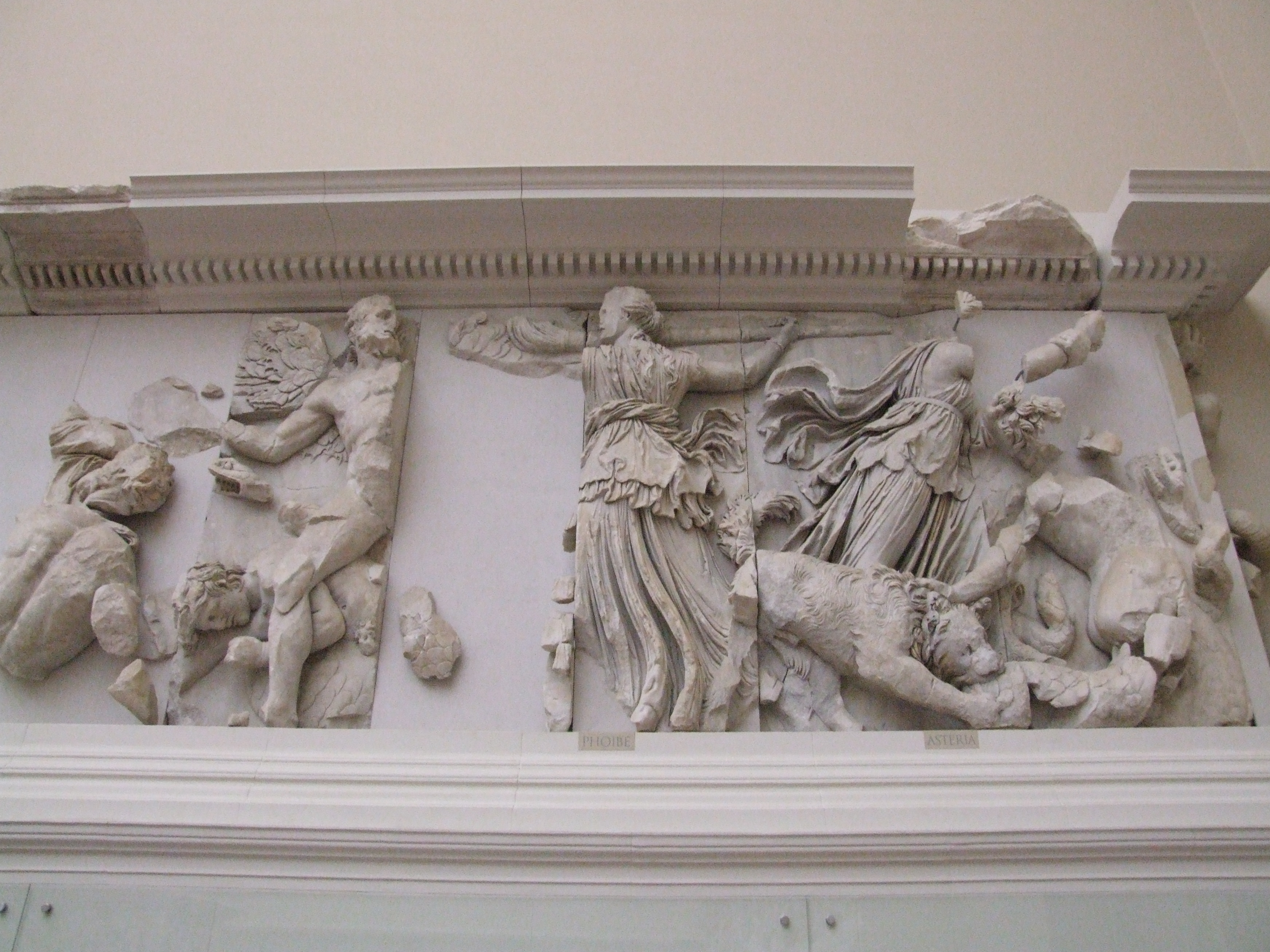
Febe i Asteria (180-160 p.n.e., Ołtarz Pergameński, Berlin)

Asteria – żeński odpowiednik łacińskiego imienia Asteriusz. Patronką tego imienia jest św. Asteria, zm. w 310 roku.
Asteria imieniny obchodzi 10 sierpnia.